# Air France Hop
Air France Hop è una compagnia aerea regionale francese 
controllata da Air France. Ha iniziato le operazioni il 31 marzo 2013 in seguito alla fusione di tre precedenti compagnie regionali sussidiarie di Air France: Airlinair, Brit Air e Régional.
La compagnia opera voli giornalieri verso oltre un centinaio di destinazioni in Francia, Europa e nell’area mediterranea.

## Storia
Inizialmente conosciuta con il nome HOP!, venne fondata da Air France per competere con le compagnie aeree a basso costo il 21 dicembre 2012 e iniziò a volare il 31 marzo 2013.
Inizialmente si era pensato al nome "Air Union", richiamando una compagnia aerea francese operante nella prima metà del XX secolo. Fu poi deciso però di accantonarlo a favore di "HOP!". La nuova compagnia ha iniziato a operare con una flotta di 98 aerei provenienti dalle tre ex compagnie regionali che hanno quindi cessato completamente le attività nel marzo 2017.
Il 1º febbraio 2019 Air France annunciò che HOP! avrebbe cambiato nome in Air France Hop, con il fine di uniformare i marchi del gruppo. Il cambio di nome è divenuto effettivo a partire dal 1° settembre 2019, in concomitanza con la chiusura del sito internet della compagnia.

## Destinazioni

### Accordi commerciali
Al 2022 Air France Hop ha accordi di code-share con le seguenti compagnie:
- Air Corsica
- Air France

## Flotta

### Flotta attuale

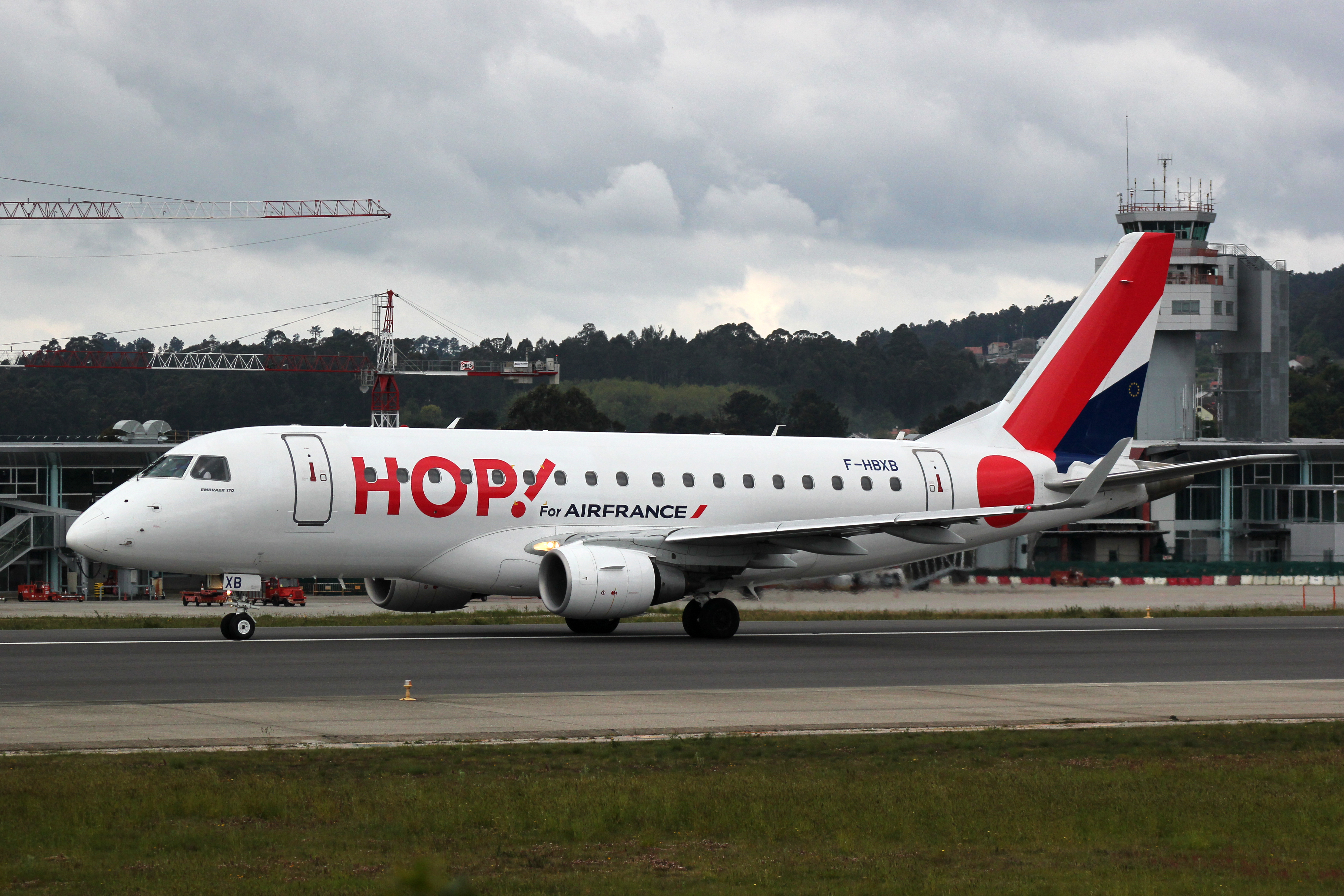
Un Embraer E-170 nella vecchia livrea "HOP!" all'aeroporto di Vigo (VGO)

A marzo 2025 la flotta di Air France Hop è composta dai seguenti aeromobili:

### Flotta storica

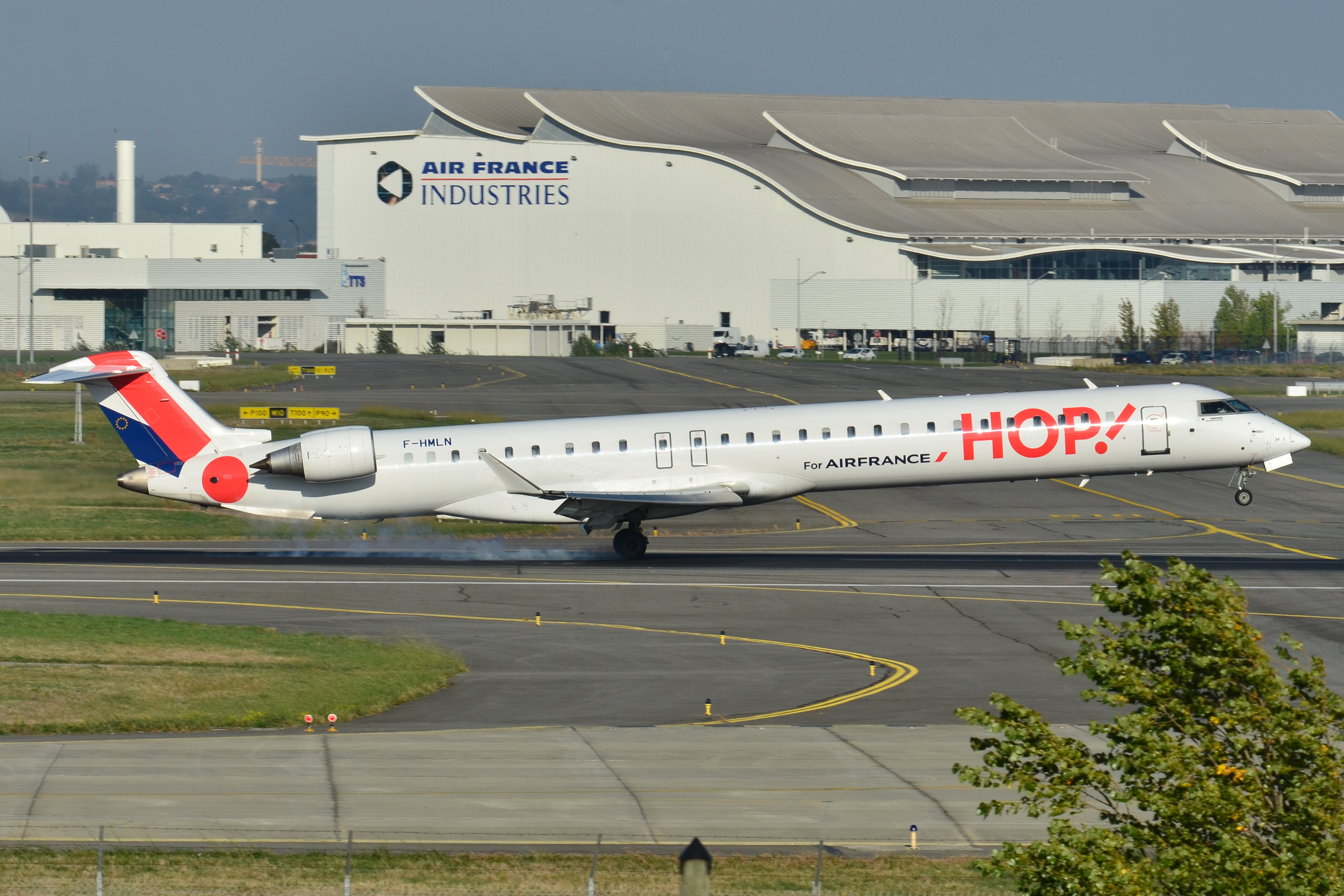
Un Bombardier CRJ-1000 in atterraggio a Toulouse-Blagnac.

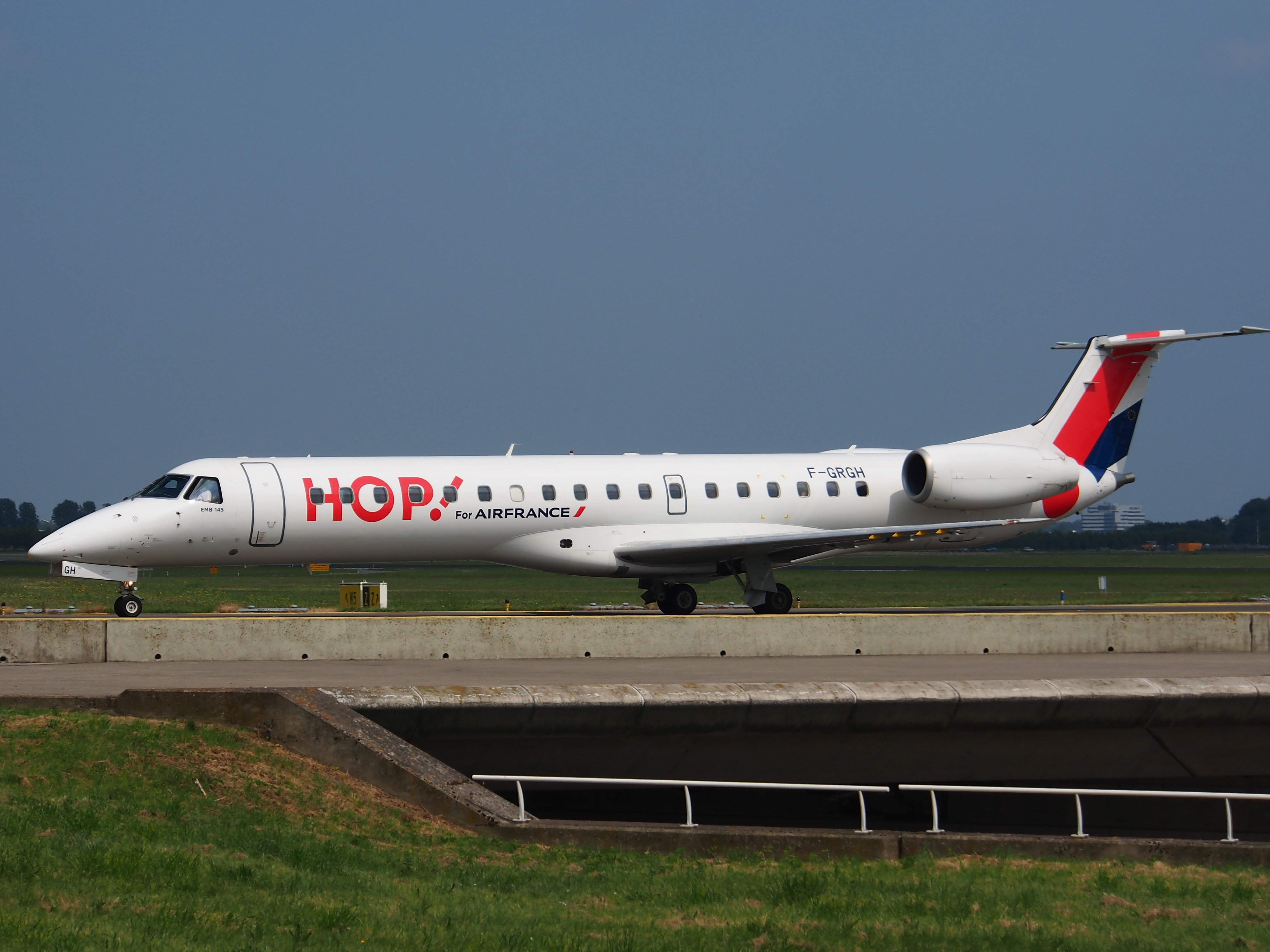
Un Embraer ERJ145 ad Amsterdam-Schiphol.

Nel corso degli anni, Air France Hop ha operato con i seguenti aeromobili: